# Andrea Balestri
Andrea Balestri (Pisa, 1º settembre 1963) è un attore e cantante italiano, noto come attore bambino per il ruolo del protagonista nello sceneggiato televisivo Le avventure di Pinocchio (1972) di Luigi Comencini.

## Biografia
Nato e cresciuto a Pisa, nel 1972 interpreta il personaggio di Pinocchio nel celebre sceneggiato televisivo RAI Le avventure di Pinocchio diretto da Luigi Comencini, accanto a Nino Manfredi, Franco Franchi, Ciccio Ingrassia, Gina Lollobrigida e Ugo D'Alessio, nonché l'attore e regista Vittorio De Sica. Il film ne consacra il volto nell'immaginario italiano dell'epoca. Ha inciso alcune canzoni, come la famosa Andrea Pinocchio. Dopo lo sceneggiato, ha continuato la carriera nel mondo del cinema girando altri film come Torino nera di Carlo Lizzani, con Bud Spencer e Domenico Santoro; la commedia per ragazzi Kid il monello del West, premiato nel 1976 al Giffoni Film Festival per la migliore sceneggiatura; Furia nera, per la regia di Demofilo Fidani.

Andrea Balestri in una parodia del personaggio di Pinocchio in Faccia di Picasso (2000)

Dopo queste esperienze di attore bambino, tra gli anni ottanta e novanta lavora come piastrellista, muratore, carrozziere, in un supermercato e come operatore ecologico. Negli anni 2000 appare nuovamente come ospite in alcune trasmissioni televisive per raccontare la propria esperienza cinematografica. Gira due cortometraggi. Partecipa inoltre con un cameo al film Faccia di Picasso di Massimo Ceccherini. Nel 2008 pubblica il libro Io, il Pinocchio di Comencini, con prefazione di Cristina Comencini. il libro autobiografico descrive la sua esperienza nei minimi particolari svelando i luoghi del set e i rapporti con gli altri protagonisti del film.
La sua carriera riprende con partecipazioni a varie manifestazioni a tema su Pinocchio, per raccontare la sua esperienza. Nel 2009 trasmette un podcast gratuito patrocinato dal Comune di Pisa e dalla Fondazione nazionale Carlo Collodi: la lettura integrale del Pinocchio scritto da Carlo Lorenzini. Nel 2010 è in scena a teatro con un cameo in Frankenstein Junior. È ospite presso scuole e manifestazioni in cui racconta la sua esperienza di bambino-pinocchio, le curiosità relative alla scenografie e agli effetti speciali e gli aneddoti sui personaggi e sulla troupe. Nel 2010 riceve il premio Nino d'Oro alla carriera, dedicato a Nino Manfredi.
L'anno seguente fonda una compagnia teatrale di non professionisti e mette in scena per il 2011 la commedia comica "Mia moglie è una santa" scritta da Alessio Angelucci, segnando il suo vero e proprio debutto teatrale, diretta e interpretata da Balestri. Nel 2012 il Comune di Capannoli gli concede l'uso del teatro comunale per le sue attività artistiche e il suo laboratorio teatrale gratuito. Ad oggi prosegue con la messa in scena teatrale di commedie nei teatri della Toscana. Nel 2014 partecipa al film documentario Protagonisti per sempre di Mimmo Verdesca, film vincitore nel 2015 del Giffoni Film Festival come Miglior documentario, in cui racconta le esperienze e le scelte che hanno caratterizzato la sua vita e la sua carriera di celebre attore bambino.
Nello stesso anno debutta con lo spettacolo "Pinocchio racconta Pinocchio", spettacolo teatrale autobiografico in cui l'attore racconta - con proiezioni di filmati inediti e di foto dal suo archivio personale - la sua avventura, le curiosità, gli aneddoti sugli attori, le location, la post-produzione dello sceneggiato RAI di Luigi Comencini, definendo lo stesso spettacolo "un omaggio al regista e agli attori" che parteciparono al film. Nel 2016 prosegue la sua attività artistica con la produzione di una miniserie divertente dal titolo "In Cucina con Pinocchio", scritta e diretta con la sua compagna, interpretata da lui e dagli attori della sua Compagnia Teatrale, andata in onda su Granducato TV.

## Filmografia

### Cinema
- Torino nera, regia di Carlo Lizzani (1972)
- Kid il monello del West, regia di Tonino Ricci (1973)
- Furia nera, regia di Demofilo Fidani (1975)
- Faccia di Picasso, regia di Massimo Ceccherini (2000)
- Le avventure di Pinocchio - Il documentario, regia di Fabio Rossitto (2009)[12]
- L'Insegnalibro, regia di Giulio Guardati e Luca Albanese, documentario (2010)[13]
- Radio Audience, regia di Raffaele Totaro (2012)
- Protagonisti per sempre, regia di Mimmo Verdesca, documentario (2014)

### Televisione
- Le avventure di Pinocchio, regia di Luigi Comencini, miniserie televisiva (Programma Nazionale, 1972)

### Webserie
- GiGi TV Show 2 - Gli anni d'oro, regia di Luigi Addate (2023) - 1º Episodio

## Discografia

### Singoli
- 1972 – Storia di Pinocchio (Geppetto)/Andrea Pinocchio (sul lato A canta Nino Manfredi; It, ZT 7031, 7")
- 1972 – Mamma vorrei/Chi è che ha rubato il mare?!?! (Italdisc, IT 231, 7")
- 1972 – Lettera a Pinocchio/Ippi Yaya (Italdisc, IT 234, 7")